# میشائل گوگل
میشائل گوگل (آلمانی: Michael Gogl؛ زادهٔ ۴ نوامبر ۱۹۹۳) دوچرخه‌سوار اهل اتریش است.
از باشگاه‌هایی که در آن رکاب زده‌است می‌توان به تیم تینکوف، و تیم تینکوف، و تیم ترک-سگافردو اشاره کرد.